# Nationale Universität für Luft- und Raumfahrt
Die Nationale Universität für Luft- und Raumfahrt (Luftfahrtinstitut Charkiw) (ukrainisch Національний аерокосмічний університет «Харківський авіаційний інститут», Abkürzung ChAI) ist eine Universität in der ukrainischen Stadt Charkiw.

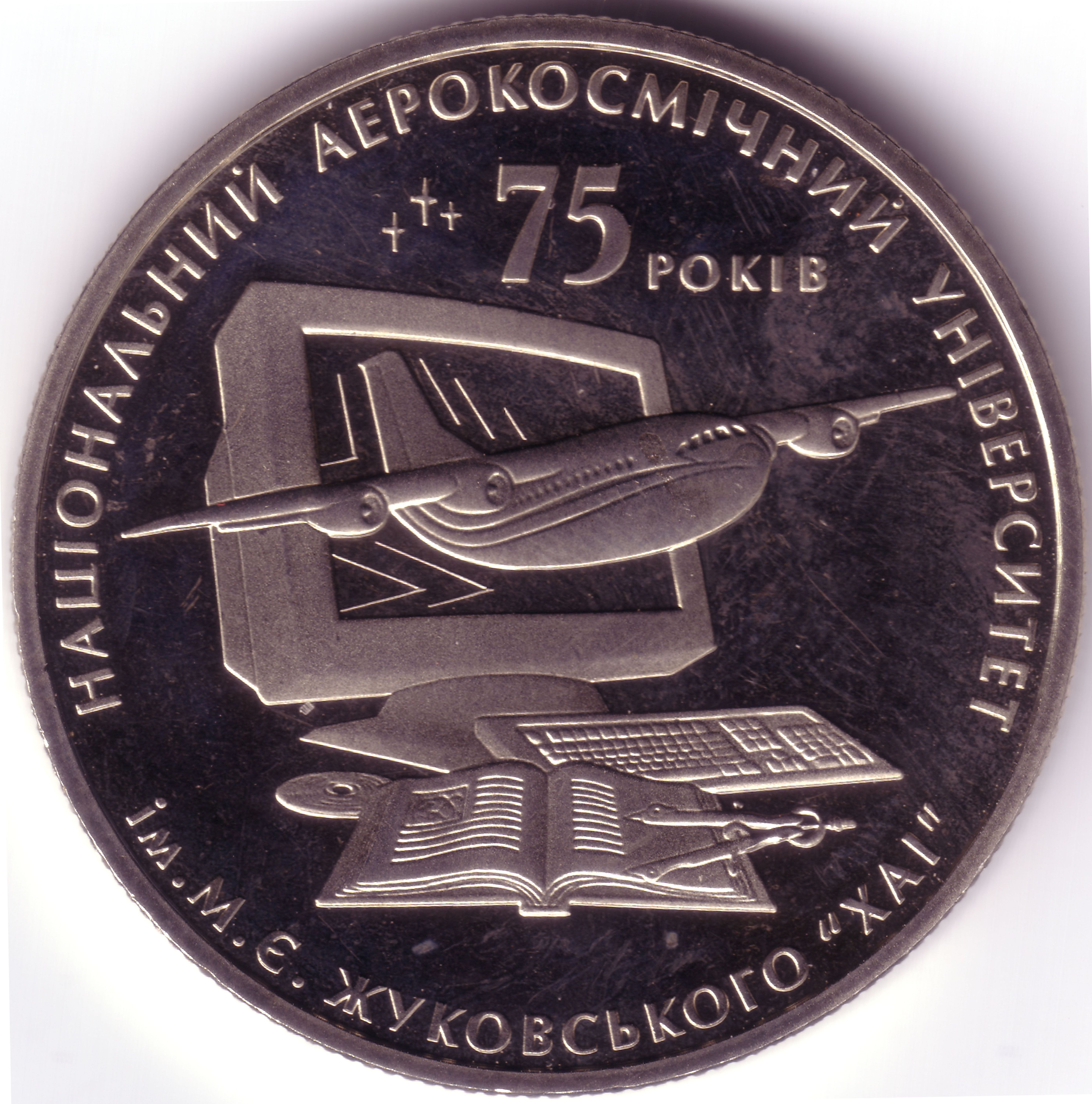
Ukrainische Münze zum 75. Bestehen des ChAI (Rückseite)

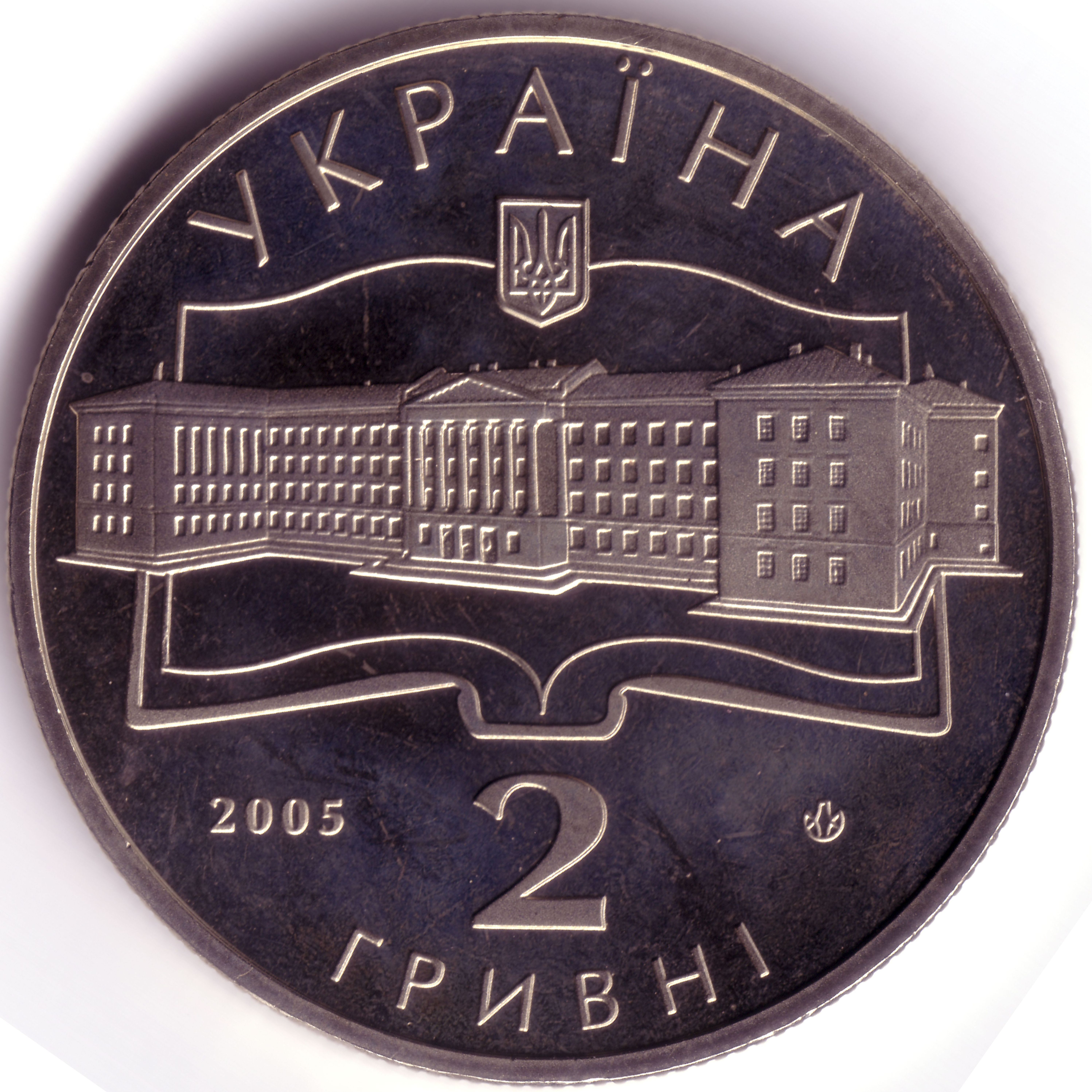
Ukrainische Münze zum 75. Bestehen des ChAI (Vorderseite)

Sie wurde 1930 als „Luftfahrtinstitut Charkow“ gegründet und bestand aus zwei Fakultäten, dem Flugzeugbau und dem Triebwerksbau. Zunächst waren nur 12 Lehrkräfte beschäftigt, die 69 Studenten unterrichteten. Unter Iossif Neman entstand 1932 eine sehr fortschrittliche Flugzeugkonstruktion mit Einziehfahrwerk, die ChAI-1. 1935 gelang es Archip Ljulka, das erste Strahltriebwerk der UdSSR zu bauen. 1940 zählte die Universität bereits 1000 Studenten.
Während des Zweiten Weltkriegs wurde das Institut geschlossen und bis zur Befreiung 1944 nach Kasan verlegt. Es dauerte jedoch bis 1952, bis alle Gebäude wieder hergerichtet waren und der Lehrbetrieb wieder die Vorkriegsausmaße annahm. Neu in das Unterrichtsprogramm wurden Raketen und Raketentriebwerke aufgenommen. 1953 wurde ein institutseigener Windkanal in Betrieb genommen. Für die Telemetriedatenerfassung kam ein Studiengang Nachrichtentechnik hinzu.
In den 1960er und 1970er Jahren wurde das Institut immer weiter ausgebaut. 1980 erhielt es für seine Leistungen den Leninorden.
Nach dem Ende der Sowjetunion 1991 war das Charkiwer Luftfahrtinstitut die einzige Bildungseinrichtung ihrer Art in der Ukraine. 1992 wurden erstmals ausländische Studenten zugelassen. Im August 1998 erfolgte die Umbenennung in Nationale Mykola-Schukowski-Universität für Luft- und Raumfahrt.
Seit ihrem Bestehen haben 53.000 Ingenieure die Universität erfolgreich abgeschlossen (Stand: 2001). Heute studieren 5.516 Studenten (Stand:2020), die von 947 Lehrern, davon 72 Professoren (Stand:2018), unterrichtet werden, an der Universität.
Die Universität steht durch das Internationale-Raumstation-Programm in engem Kontakt mit ähnlichen Einrichtungen in den USA, Japan, Deutschland, Mexiko, Niederlande und China.

## Entwickelte Flugzeug-Typen
- ChAI-1
- ChAI-2
- ChAI-3
- ChAI-4
- ChAI-5
- ChAI-6
- ChAI-8
- ChAI-9
- ChAI-12
- ChAI-17
- ChAI-19
- ChAI-20
- ChAI-22
- ChAI-24
- ChAI-30
- ChAI-32
- ChAI-33
- ChAI-35
- ChAI-36

## Segler
Ein weiteres im Luftfahrtinstitut Charkow konstruiertes Flugzeug war ein zweisitziger Motorsegler mit einem 14 PS Hilfsantrieb. Entwickelt wurde er von P.I.Schischow. Der Erstflug fand 1936 statt.